# Mieszkowice (Opolské vojvodství)
Mieszkowice (německy Dittmannsdorf, Dimarsdorf) je ves v jižním Polsku, v Opolském vojvodství, v okrese Prudník, ve gmině Prudník.

## Geografie
Ves leží v Opavské pahorkatině.